# Scaphosepalum rapax
Scaphosepalum rapax är en orkidéart som beskrevs av Carlyle August Luer. Scaphosepalum rapax ingår i släktet Scaphosepalum och familjen orkidéer. Inga underarter finns listade i Catalogue of Life.